# Elijah Adebayo
Elijah Anuoluwapo Adebayo (* 7. ledna 1998 Londýn) je anglický profesionální fotbalista, který hraje na pozici útočníka za anglický klub Luton Town FC.

## Klubová kariéra

### Fulham
Adebayo se k akademii Fulhamu v roce 2006 ve věku osmi let.
Poté, co odešel na hostování do klubů Slough Town a Bognor Regis Town v nižších anglických soutěžích, zamířil v lednu 2018 na půlroční hostování do Cheltenhamu, který hrál League Two. Kvůli zranění však odehrál jen 7 ligových utkání, v nichž vstřelil 2 branky.
Následující sezónu strávil na hostování v jiných klubech hrajících čtvrtou anglickou nejvyšší soutěž, a to ve Swindonu a Stevenage. Na konci sezony 2018/19 odešel z Fulhamu jako volný hráč.

### Wallsall
V červnu 2019 zamířil do Walsallu. Během sezóny a půl v klubu se stal jedním z nejprominentnějších útočníku v League Two, kdy nastřílel dohromady 18 branek, a tak si jej v lednu 2021 vyhlédl druholigový Luton Town.

### Luton Town
V klubu debutoval 16. února 2021 při prohře 0:2 s Cardiffem City. O týden později se poprvé objevil v základní sestavě a gólem zajistil Lutonu bod za remízu 1:1 s Millwallem. Střelecky se prosadil i o čtyři dny později, kdy gólem a asistencí rozhodl o výhře 3:2 nad Sheffieldem Wednesday. Do konce sezóny 2020/21 se stal stabilním členem základní sestavy Lutonu, dohromady nastoupil do 18 utkání, ve kterých vstřelil 5 branek.
V sezóně 2021/22 byl s 16 vstřelenými ligovými brankami 9. nejlepším střelcem Championship a pomohl Lutonu ke konečné 6. příčce v lize a k postupu do play-off. V něm však Luton nestačil na Huddersfield, se kterým po výsledcích 1:1 a 0:1 vypadl.
Adebajo byl důležitým hráčem klubu i v následujícím ročníku, kdy Luton zopakoval postup do play-off; Adebajo vstřelil 7 branek a na další 3 přihrál. V semifinále play-off proti Sunderlandu pomohl jednou brankou k postupu do finále. Ve finále proti Coventry ve Wembley asistoval na branku Jordana Clarka, díky kterému šel Luton do vedení. I přes následné inkasování Luton postoupil do Premier League po penaltovém rozstřelu.